# Mathias Loris
Mathias Loris (* 21. Dezember 1951 in Giarmata, Rumänien) ist ein Musiklehrer, Trompeter, Orchesterleiter und Komponist. Er lebt in Osthofen, Rheinland-Pfalz.

## Leben
Mathias Loris ist der vierte Dirigent der im 20. Jahrhundert im rumänischen Banat bekannten Jahrmarkter Kapellmeisterdynastie Loris. Sein Urgroßvater Peter Loris hatte die Musikkapelle im Jahre 1908 gegründet. Die ersten Musikkenntnisse bekam er von seinem Großvater Ignatz Loris (1905–1971) und seinem Vater Mathias Loris sen. (1927–2001) übermittelt. Er absolvierte im Jahre 1970 das Musiklyzeum „Ion Vidu“ in Temeswar, Rumänien und übernahm die Leitung der Loris-Kapelle. Ab 1971 studierte er im rumänischen Klausenburg am Konservatorium „Gheorghe Dima“ die Fächer Trompete, Methodik und Didaktik des Bläserunterrichts. Von 1971 bis 1974 wirkte er als Orchestertrompeter in Klausenburg, und von 1974 bis 1981 unterrichtete er am Musiklyzeum in Temeswar Trompete, Kammermusik und Musiklehre.
1984 verließ Mathias Loris mit seiner Familie Rumänien und ließ sich im rheinland-pfälzischen Osthofen nieder. Seither wirkte er an verschiedenen Schulen und in Vereinen: 1984 bis 1987 als Lehrer für Trompete am Peter-Cornelius-Konservatorium der Stadt Mainz; 1987 als Lehrer für Blechblasinstrumente an der Jugendmusikschule Rottenburg am Neckar; von 1984 bis 2016 als Dirigent des Kirchenmusikvereins Osthofen; von 1985 bis 2016 als Lehrer für Trompete und Blasinstrumente an der Städtischen Musikschule Ludwigshafen am Rhein. Gleichzeitig bildete er sich weiter und besuchte die Fortbildungsseminare: Trompeten-Symposium Trossingen (1987); Brass Workshop Malte Burba (1988); Anforderungen an Leitungskräfte in Musikschulen (1993). Nach seiner Ankunft in Deutschland engagierte Mathias Loris sich als Trompeter, Arrangeur und später als Orchesterleiter im Tanzorchester Donauschwäbische Musikanten. Weiterhin musiziert er in professionellen Bläsergruppen, mit denen er schon die USA, Österreich, Italien, die Schweiz, Frankreich, die Niederlande und Belgien bereist hat. Mathias Loris ist auch politisch im Stadtrat von Osthofen aktiv und eine feste Größe des Vereins Freundeskreis Donauschwäbischer Blasmusik e. V.

## Werke
- Bunte Blumen – Polka
- Das Glockenspiel – Walzer
- Der Südwind – Walzer
- Die Jahrmarkter Musikanten – Marsch
- Fröhlicher Auftakt – Polka
- Junger Wein – Walzer
- Festlicher Choral – Choral

## Tonträger
- „Salutări din Giarmata – Gruß aus Jahrmarkt“, Fanfara in Giarmata, jud. Timiş – Blaskapelle aus Jahrmarkt, Kreis Temesch, Dirijor: Mathias Loris; Electrecord, Bukarest, 1977 (Single)
- „Salutări din Giarmata – Gruß aus Jahrmarkt“, Sahia Film, Bukarest, 1978 (Dokumentarfilm)
- So klingt’s bei uns daheim – Donauschwäbische Musikanten mit Franz Keller & Mathias Loris (MC) – Erscheinungsjahr 1985
- So wie damals klingt’s noch heut’ – Donauschwäbische Musikanten mit Franz Keller & Mathias Loris (MC) – Erscheinungsjahr 1987
- Grüß’ mir die Heimat – Donauschwäbische Musikanten mit Franz Keller & Mathias Loris (MC) – Erscheinungsjahr 1993
- 10 Jahre Donauschwäbische Musikanten – Die schönsten Melodien (CD) – Erscheinungsjahr 1994
- Musik aus der Heimat – Mathias Loris und seine Donauschwäbischen Musikanten (CD)
- Aus der Jugendzeit – Original Donauschwäbische Blasmusik, Ltg.: Mathias Loris (CD)
- Kirchliche Klänge der Donauschwaben – Trauermärsche, festliche Choräle, Grablieder, Marienlieder – Original Donauschwäbische Blasmusik, Ltg.: Mathias Loris (CD) – Erscheinungsjahr 2015